# Ernst Vollbehr

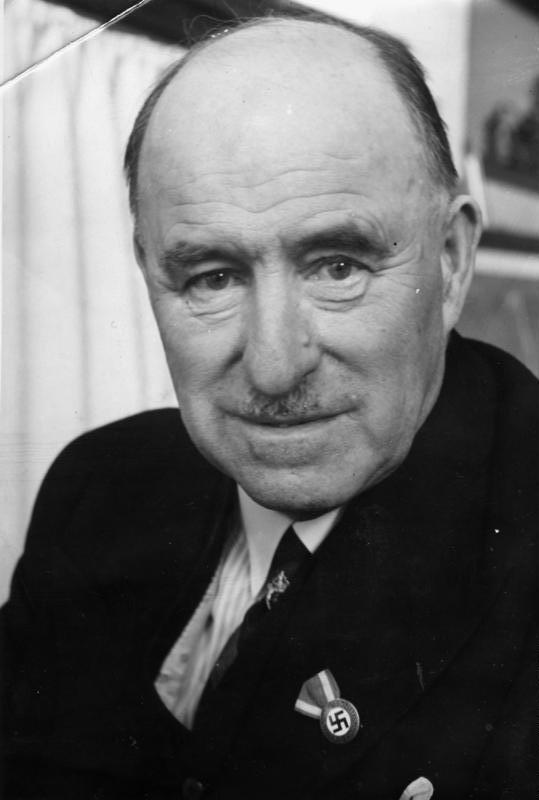
Ernst Vollbehr mit NSDAP-Parteiabzeichen (1941)

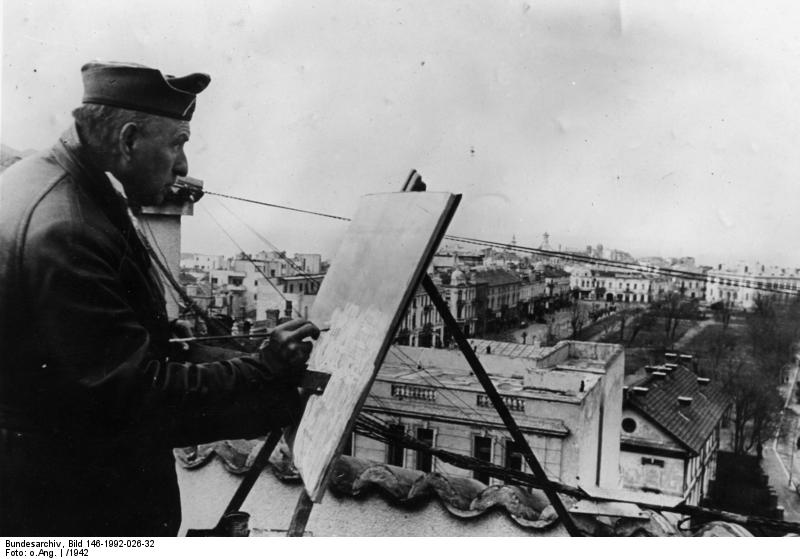
Vollbehr am Schwarzen Meer (8. Mai 1942)

Ernst Vollbehr (* 25. März 1876 in Kiel; † 13. Mai 1960 in Krumpendorf am Wörthersee) war ein deutscher Reiseschriftsteller, Maler und Illustrator, der in seinen Werken den Kolonialismus, den Krieg und den Nationalsozialismus verherrlichte.

## Leben
Ernst Vollbehr war ein Sohn des Kieler Kaufmanns Emil Jakob Heinrich Vollbehr (1837–1913) und seiner Frau Caroline Elisabeth, geb. Beckmann (1846–1927). Zu seinen sieben Geschwistern zählt der Chemiker und Antiquar Otto Vollbehr. Der Kunsthistoriker und Magdeburger Museumsdirektor Theodor Volbehr war sein Cousin.
Vollbehr begann 1892 eine Lehre als Dekorationsmaler am Hoftheater Schwerin. Ab 1897 studierte er Kunst in Berlin, Dresden, Paris und Rom. Um 1900 stand er künstlerisch dem Jugendstil nahe. Als Teilnehmer auf Expeditionsreisen nach Albanien (1904) und nach Brasilien (1907) entdeckte er die Reisemalerei für sich. Zwischen 1909 und 1914 bereiste er mit künstlerischen Intentionen die vier deutsch-afrikanischen Kolonien.
Während des Ersten Weltkriegs arbeitete Vollbehr als Kriegsmaler an der Front. Neben Erd- und Luftpanoramen des Schlachtfelds entstanden insgesamt hunderte von Gemälden und Zeichnungen.
Bekannt wurde er durch Landschafts- und Kriegsgemälde, mit denen er auch an der Großen Deutschen Kunstausstellung teilnahm. Nach 1933 malte Vollbehr im Staatsauftrag Bilder von den Reichsparteitagen sowie den Olympiaanlagen in Berlin. Im Auftrag von Fritz Todt entstanden zahlreiche Gemälde vom Bau der Reichsautobahnen. Vollbehr wurde zu einem der populärsten Künstler Deutschlands, dessen Werke in der unter Hermann Lorey konzipierten Sonderausstellung 1, 1934, mit dem Thema: „Vogesenfront. Gedächtnisschau 1914–1934. Mit Kriegsbildern von Ernst Vollbehr“ im Zeughaus (Berlin) gezeigt wurden. Adolf Hitlers Hochachtung für die Arbeit Vollbehrs äußert sich u. a. im Ankauf seiner Kriegsbilder durch die Nationalsozialistische Deutsche Arbeiterpartei (NSDAP). Seine Aufnahme in die NSDAP trotz damaliger Aufnahmesperre wurde von Hitler im Juli 1933 persönlich genehmigt. Vollbehr nahm 1939 am Überfall auf Polen teil. Bilder davon zeigte er 1940 in Berlin in der Ausstellung Polenfeldzug in Bildern und Bildnissen. 1941 erhielt er die Goethe-Medaille für Kunst und Wissenschaft. Vollbehr stand 1944 in der Gottbegnadeten-Liste des Reichsministeriums für Volksaufklärung und Propaganda.
In der Sowjetischen Besatzungszone wurden Vollbehrs Schriften Das Gesicht der Westfront (1932), Die Straßen Adolf Hitlers, Baujahr 1933/34 (1935), Arbeitsschlacht. 5 Jahre Malfahrten auf den Bauplätzen der „Straßen Adolf Hitlers“ (1939) und Mit der OT beim Westwall und Vormarsch (1941) auf die Liste der auszusondernden Literatur gesetzt. In der Deutschen Demokratischen Republik folgte auf diese Liste noch Bunte leuchtende Welt (1935).
1957 kaufte das Deutsche Museum für Länderkunde in Leipzig unter dem Direktor Edgar Lehmann circa 900, meist landschaftliche und völkerkundliche Gemälde von Vollbehr. Knapp 400 der Werke stammen aus Vollbehrs Reisen durch die deutsch-afrikanischen Kolonien; Kriegsbilder und propagandistische Auftragswerke wurden nicht angekauft. Ein wissenschaftlicher Nachlass Vollbehrs, u. a. etwa 800 Gemälde, sowie Reisetagebücher, befindet sich im Archiv für Geographie des Leibniz-Instituts für Länderkunde in Leipzig.

## Schriften (Auswahl)
- Mit Pinsel und Palette durch Kamerun. Leipzig 1912 (archive.org).
- Kriegsbilder-Tagebuch des Malers Ernst Vollbehr. F. Bruckmann, München 1915 (Kriegsbildertagebuch über die Kämpfe an der Aisne).
- Zweites Kriegsbildertagebuch des Malers Ernst Vollbehr. F. Bruckmann, München 1917 (Bei der Heeresgruppe Kronprinz – Die Kämpfe um Verdun).
- Die Strassen Adolf Hitlers Baujahr 1933/1934. Koehler und Amelang, Leipzig 1935 (archive.org).